# Cleora trisinuata
Cleora trisinuata là một loài bướm đêm trong họ Geometridae.